# Goldberg (Nördlinger Ries)
Der Goldberg ist ein 515,3 m ü. NHN hoher Berg im Westen des Nördlinger Rieses. Seine Stellung als vorgeschichtliche Siedlungsstätte ist durch mehrfache Grabungen belegt. Er liegt auf dem Gebiet der württembergischen Gemeinde Riesbürg. Das Goldberg-Museum im Ort Goldburghausen informiert über die Siedlungsgeschichte des Goldbergs.

## Name
Der Name stammt nicht vom Begriff Gold, sondern wohl vom altdeutschen kulm für Berg, Synonym des lateinischen collis (Hügel).

## Entstehung
Der Goldberg entstand auf Weißjurabrocken, die während des Ries-Ereignisses hierher geschleudert wurden. Als sich der Rieskrater mit Wasser zum Riessee füllte, trat aus den Weißjuraschollen kalkreiches Quellwasser aus dem Kraterboden aus. Der Kalk wurde ausgefällt und lagerte sich als Travertinaufbau am Goldberg ab.

## Frühere Besiedlung
Umfangreiche archäologische Grabungen, die Gerhard Bersu zwischen 1911 und 1929 durchführte, ergaben, dass der Goldberg zwischen etwa 4000 und 250 v. Chr. insgesamt fünfmal Siedlungen beherbergte (Goldberg I bis Goldberg V). Goldberg III, die letzte jungsteinzeitliche Besiedlung des Goldbergs im dritten vorchristlichen Jahrtausend, bestand vermutlich aus mehr als 50 Häusern.
Die Siedlung Goldberg III gab der Goldberg-III-Gruppe den Namen.
Auch im 4. und 7. Jahrhundert trug das Plateau des Goldbergs wahrscheinlich eine Höhensiedlung.

## Naturschutzgebiet

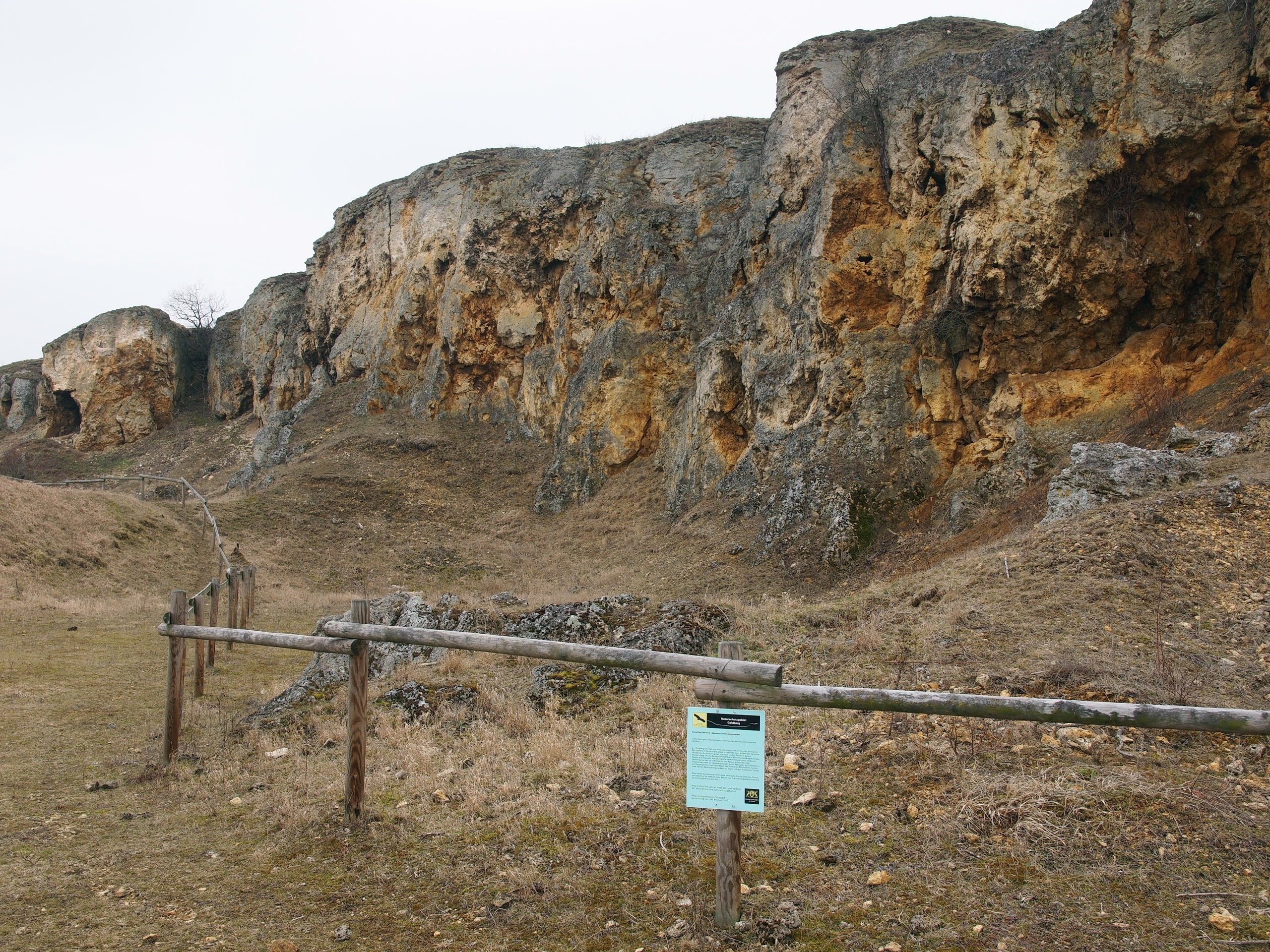
Der abgesperrte Südabfall des Goldbergs

Das gesamte Gebiet des Goldbergs mitsamt dem nach Norden angrenzenden Langenberg und den westlich vorgelagerten Geisterbergen wurde 1972 zum Naturschutzgebiet erklärt. Der südliche Steilabfall des Goldbergs steht unter absolutem Betretungsverbot, ist eigens abgezäunt und mit Hinweistafeln versehen, da hier die in Deutschland sehr seltene Schwarze Mörtelbiene einen ihrer letzten Rückzugsräume hat.